# Friburg (Suïssa)
Friburg (Fribôrg en arpità, Fribourg en francès, Freiburg o Freiburg im Üechtland en alemany) és una ciutat suïssa, capital del cantó de Friburg a l'oest del país. És en un meandre del riu Sarine. Friburg té una població de 32.000 habitants (94.867 amb l'aglomeració urbana) i és una ciutat bàsicament francòfona i de tradició catòlica. La ciutat va ser fundada pel duc Berthold IV de Zähringen el 1157 i es va integrar a la confederació suïssa el 1481. La ciutat antiga és un dels notable exemple d'arquitectura medieval a Europa. És un punt de pas a la ruta Lausana – Berna. La seva universitat que funciona des del 1889 acull uns 10.000 estudiants. L'ensenyament es dona en francès i en alemany.

## Fills il·lustres
- Jean Tinguely (1925 - 1991) pintor i escultor